# Камилов, Сергей Сергеевич
Сергей Сергеевич Ками́лов (род. 1979) — российский самбист, чемпион России, чемпион Европы, многократный чемпион мира по боевому самбо, воспитанник карельской школы самбо,мастер спорта России международного класса.

## Спортивная карьера
Окончил Петрозаводское педагогическое училище № 1 в 1998 году, окончил Петрозаводский государственный университет. Тренер-преподаватель, зам. директора Петрозаводской детско-юношеской спортивной школы № 5, предприниматель.
- Мастер спорта России международного класса (2003)
- Чемпион России по самбо (2001, 2002, 2003, 2004)
- Чемпион мира по боевому самбо (2001, 2002)
- Чемпион Европы (2008)
- Призёр чемпионатов мира (2003, 2004)
- Победитель этапа Кубка мира (2006)
- Чемпион Вооружённых сил России (2003)